# Carlos Blixen
Carlos Samuel Blixen Abella (* 27. Dezember 1936 in Montevideo; † 1. August 2022 in Bilbao, Spanien) war ein uruguayischer Basketballspieler.

## Karriere
Carlos Blixen kam im Alter von 15 Jahren zum Club Trouville in Montevideo. 1954 gab er sein Debüt in der ersten Mannschaft des Clubs. Insgesamt war er 17 Jahre lang für den Club Trouville aktiv.
Zwischen 1955 und 1963 bestritt er 70 Länderspiele für die uruguayische Nationalmannschaft. Dabei konnte er bei den Olympischen Sommerspielen 1956 in Melbourne die Bronzemedaille gewinnen. Vier Jahre später bei den Olympischen Spielen in Rom wurde er mit dem Team Achter. Blixen nahm zudem an zwei Weltmeisterschaften (1959 und 1963) und fünf Südamerikameisterschaften teil. Hier gewann er mit dem uruguayischen Team 1955 den Titel und wurde 1958 sowie 1961 Vizemeister.
Nach seiner aktiven Laufbahn begann Blixen als Trainer beim Club Trouville im Jugendbereich tätig zu sein, ehe er 1973 das Traineramt der ersten Mannschaft übernahm. Nachdem Blixen dieses Amt aufgegeben hatte, zog er nach Spanien, wo er bis zu seinem Tod im August 2022 lebte.